# Wyszejszaja liha (2013)
Sezon 2013 był 23. edycją Wyszejszajej lihi – najwyższej klasy rozgrywkowej na Białorusi. Sezon rozpoczął się 30 marca, a zakończył 1 grudnia 2013. Obrońcą tytułu było BATE Borysów.

## Zmiana formatu rozgrywek
Od tego sezonu dokonano zmiany formatu rozgrywek. W rozgrywkach brało udział 12 zespołów. Zasadnicza część sezonu (22 kolejki) rozgrywane były systemem kołowym, następnie następował podział na dwie 6-zespołowe grupy: mistrzowską i spadkową. Do drugiej fazy zaliczano wszystkie wyniki uzyskane w pierwszej rundzie sezonu. Tam znów rywalizowano systemem kołowym, a drużyna, która po rozegraniu 32 spotkań miała najwięcej punktów w grupie mistrzowskiej zostawała mistrzem kraju.

## Drużyny
W poprzedniej edycji rozgrywek żaden zespół nie spadł do Pierszajej lihi, ponieważ tuż przed startem ubiegłorocznych rozgrywek w ostatniej chwili zmniejszono liczbę drużyn z 11 do 12. W tym roku powrócono do 12-zespołowej ligi, a jedynym beniaminkiem był zespół Dniapro Mohylew, który tym samym powrócił do najwyższej klasy rozgrywkowej po rocznej absencji. 
Ostatni zespół ubiegłorocznych rozgrywek Tarpieda-BiełAZ Żodzino musiał grać w barażach o utrzymanie miejsca w lidze z 2. zespołem Pierszajej Lihi FK Haradzieja. Ostatecznie dwumecz zakończył się zwycięstwem zespołu Tarpieda i obie drużyny pozostały w tych samych ligach na kolejny sezon.
| Uczestnicy poprzedniej edycji                                                                                 | Uczestnicy poprzedniej edycji | Uczestnicy poprzedniej edycji | Uczestnicy poprzedniej edycji |
| --- | ----------------------------- | ----------------------------- | ----------------------------- |
| BAT | BATE Borysów                  | 1                             |                               |
| SZS | Szachcior Soligorsk           | 2                             |                               |
| DMI | Dynama Mińsk                  | 3                             |                               |
| HOM | FK Homel                      | 4                             |                               |
| GRO | Nioman Grodno                 | 5                             |                               |
| FKM | FK Mińsk                      | 6                             |                               |
| BBO | Biełszyna Bobrujsk            | 7                             |                               |
| DBR | Dynama Brześć                 | 8                             |                               |
| NAN | Naftan Nowopołock             | 9                             |                               |
| SLA | Sławija Mozyrz                | 10                            |                               |
| TRP | Tarpieda-BiełAZ               | 11                            |                               |
| Awans z Pierszej Lihi (Першая ліга)                                                                           |                               |                               |                               |
| DMH | Dniapro Mohylew               | 1                             |                               |
| Oznaczenia: - kolumna pierwsza – skróty nazw drużyn, - kolumna trzecia – miejsce zajęte w poprzednim sezonie. |                               |                               |                               |

## Tabela

### Pierwsza runda
| Lp. | Drużyna             | M  | Z  | R | P  | Bramki | Bramki | Różn. | Pkt | Uwagi                               |                         |
| --- | ------------------- | -- | -- | - | -- | ------ | ------ | ----- | --- | ----------------------------------- | ----------------------- |
| 1   | Szachcior Soligorsk | 22 | 15 | 4 | 3  | 35     | 13     | +22   | 49  | Kwalifikacja do grupy mistrzowskiej |                         |
| 2   | BATE Borysów        | 22 | 15 | 3 | 4  | 46     | 17     | +29   | 48  | Kwalifikacja do grupy mistrzowskiej |                         |
| 3   | Dynama Mińsk        | 22 | 9  | 7 | 6  | 30     | 26     | +4    | 34  | Kwalifikacja do grupy mistrzowskiej | DMI 1–0 GOM GOM 1–2 DMI |
| 4   | FK Homel            | 22 | 9  | 7 | 6  | 25     | 20     | +5    | 34  | Kwalifikacja do grupy mistrzowskiej | DMI 1–0 GOM GOM 1–2 DMI |
| 5   | Nioman Grodno       | 22 | 8  | 6 | 8  | 23     | 23     | 0     | 30  | Kwalifikacja do grupy mistrzowskiej |                         |
| 6   | Tarpieda-BiełAZ     | 22 | 8  | 4 | 10 | 26     | 28     | −2    | 28  | Kwalifikacja do grupy mistrzowskiej |                         |
| 7   | Biełszyna Bobrujsk  | 22 | 7  | 7 | 8  | 24     | 28     | −4    | 28  | Kwalifikacja do grupy spadkowej     |                         |
| 8   | FK Mińsk            | 22 | 6  | 7 | 9  | 21     | 27     | −6    | 25  | Kwalifikacja do grupy spadkowej     |                         |
| 9   | Dynama Brześć       | 22 | 6  | 6 | 10 | 18     | 30     | −12   | 24  | Kwalifikacja do grupy spadkowej     |                         |
| 10  | Dniapro Mohylew     | 22 | 6  | 5 | 11 | 20     | 29     | −9    | 23  | Kwalifikacja do grupy spadkowej     |                         |
| 11  | Naftan Nowopołock   | 22 | 4  | 9 | 9  | 19     | 29     | −10   | 21  | Kwalifikacja do grupy spadkowej     |                         |
| 12  | Sławija Mozyrz      | 22 | 3  | 7 | 12 | 16     | 33     | −17   | 16  | Kwalifikacja do grupy spadkowej     |                         |

### Grupa Mistrzowska
| Lp. | Drużyna             | M  | Z  | R | P  | Bramki | Bramki | Różn. | Pkt | Uwagi                                        |
| --- | ------------------- | -- | -- | - | -- | ------ | ------ | ----- | --- | -------------------------------------------- |
| 1   | BATE Borysów (M)    | 32 | 21 | 4 | 7  | 61     | 25     | +36   | 67  | Liga Mistrzów UEFA • II runda kwalifikacyjna |
| 2   | Szachcior Soligorsk | 32 | 17 | 7 | 8  | 44     | 26     | +18   | 58  | Liga Europy UEFA • II runda kwalifikacyjna   |
| 3   | Dynama Mińsk        | 32 | 15 | 9 | 8  | 44     | 33     | +11   | 54  | Liga Europy UEFA • II runda kwalifikacyjna   |
| 4   | Nioman Grodno       | 32 | 13 | 8 | 11 | 34     | 30     | +4    | 47  |                                              |
| 5   | Tarpieda-BiełAZ     | 32 | 12 | 6 | 14 | 33     | 38     | −5    | 42  |                                              |
| 6   | FK Homel            | 32 | 11 | 7 | 14 | 34     | 40     | −6    | 40  |                                              |

### Grupa Spadkowa
| Lp. | Drużyna            | M  | Z  | R  | P  | Bramki | Bramki | Różn. | Pkt | Uwagi                               |
| --- | ------------------ | -- | -- | -- | -- | ------ | ------ | ----- | --- | ----------------------------------- |
| 7   | Biełszyna Bobrujsk | 32 | 15 | 8  | 9  | 42     | 38     | +4    | 53  |                                     |
| 8   | Dynama Brześć      | 32 | 11 | 7  | 14 | 32     | 41     | −9    | 40  |                                     |
| 9   | FK Mińsk           | 32 | 10 | 8  | 14 | 36     | 40     | −4    | 38  |                                     |
| 10  | Naftan Nowopołock  | 32 | 9  | 10 | 13 | 29     | 41     | −12   | 37  |                                     |
| 11  | Dniapro Mohylew    | 32 | 9  | 6  | 17 | 28     | 42     | −14   | 33  | Kwalifikacja do baraży o utrzymanie |
| 12  | Sławija Mozyrz (S) | 32 | 5  | 8  | 19 | 24     | 47     | −23   | 23  | Spadek do 2014 Pierszaja liha       |

### Baraże o Wyszejszają lihe
11. zespół sezonu 2013 – Dniapro Mohylew musiał zmierzyć się na koniec sezonu z wicemistrzem Pierszajej lihi drużyną FK Haradzieja.
| 4 grudnia 2013 13:00 UTC+3 | Dniapro Mohylew · Kazlow 68' · Byczanok 76', 84' | 3:1 | FK Haradzieja · Markhel 88' | Stadion Spartak w Mohylewie, Mohylew |
|                            |                                                  |     |                             |                                      |

| 8 grudnia 2013 | FK Haradzieja | 0:0 | Dniapro Mohylew | Stadion Haradzieja, Horodziej |
|                |               |     |                 |                               |

Dniapro Mohylew zwyciężyło 3:1 w dwumeczu i pozostało w lidze na sezon 2014.

## Wyniki spotkań

### Pierwsza runda
| Gospodarz \ Gość    | BAT | BBO | DBR | DMI | DMH | HOM | FKM | NAN | GRO | SZS | SLA | TRP |
| BATE Borysów        |     | 2:0 | 3:2 | 1:1 | 3:1 | 1:2 | 2:1 | 3:0 | 2:0 | 4:0 | 6:1 | 2:0 |
| Biełszyna Bobrujsk  | 0:1 |     | 1:0 | 1:1 | 3:1 | 1:1 | 0:0 | 1:0 | 2:2 | 1:1 | 2:2 | 1:3 |
| Dynama Brześć       | 0:0 | 1:0 |     | 0:2 | 2:0 | 1:1 | 1:1 | 2:1 | 1:1 | 0:1 | 1:0 | 2:1 |
| Dynama Mińsk        | 1:2 | 2:0 | 3:2 |     | 2:1 | 1:0 | 3:0 | 1:1 | 0:2 | 1:1 | 0:0 | 1:2 |
| Dniapro Mohylew     | 2:1 | 0:1 | 0:0 | 2:0 |     | 2:1 | 2:2 | 1:2 | 3:1 | 2:0 | 1:0 | 0:4 |
| FK Homel            | 3:2 | 1:3 | 2:0 | 1:2 | 0:0 |     | 2:0 | 1:1 | 2:0 | 0:1 | 2:1 | 0:0 |
| FK Mińsk            | 0:1 | 2:1 | 2:0 | 1:2 | 1:0 | 0:0 |     | 1:2 | 1:0 | 0:1 | 1:1 | 0:0 |
| Naftan Nowopołock   | 1:5 | 3:3 | 1:2 | 0:0 | 2:1 | 0:0 | 1:1 |     | 0:0 | 0:1 | 0:0 | 0:2 |
| Nioman Grodno       | 2:1 | 2:1 | 2:0 | 3:1 | 1:1 | 2:0 | 0:2 | 1:0 |     | 0:1 | 2:0 | 1:1 |
| Szachcior Soligorsk | 0:0 | 3:0 | 5:0 | 1:1 | 2:0 | 0:1 | 4:1 | 2:0 | 2:0 |     | 2:1 | 2:1 |
| Sławija Mozyrz      | 0:1 | 0:1 | 1:1 | 3:2 | 0:0 | 1:2 | 2:3 | 1:1 | 1:0 | 0:2 |     | 0:3 |
| Tarpieda-BiełAZ     | 0:3 | 0:1 | 2:0 | 2:3 | 1:0 | 1:3 | 2:1 | 0:3 | 1:1 | 0:3 | 0:1 |     |

Źródło: football.by
Objaśnienia:
1Drużyna gospodarzy jest wymieniona po lewej stronie tabeli.
Kolory: zielony – zwycięstwo gospodarzy, żółty – remis, różowy – zwycięstwo gości.

### Grupa Mistrzowska
| Gospodarz \ Gość    | BAT | DMI | HOM | GRO | SZS | TRP |
| BATE Borysów        |     | 2:1 | 2:0 | 1:0 | 2:2 | 0:1 |
| Dynama Mińsk        | 2:1 |     | 3:1 | 1:2 | 1:0 | 0:0 |
| FK Homel            | 0:1 | 1:4 |     | 0:1 | 1:3 | 1:2 |
| Nioman Grodno       | 1:0 | 0:1 | 1:2 |     | 2:1 | 3:0 |
| Szachcior Soligorsk | 0:3 | 0:0 | 1:2 | 1:1 |     | 1:0 |
| Tarpieda-BiełAZ     | 1:3 | 0:1 | 2:1 | 0:0 | 1:0 |     |

Źródło: football.by
Objaśnienia:
1Drużyna gospodarzy jest wymieniona po lewej stronie tabeli.
Kolory: zielony – zwycięstwo gospodarzy, żółty – remis, różowy – zwycięstwo gości.

### Grupa spadkowa
| Gospodarz \ Gość   | BBO | DBR | DMH | FKM | NAN | SLA |
| Biełszyna Bobrujsk |     | 0:4 | 1:1 | 3:1 | 1:0 | 2:1 |
| Dynama Brześć      | 0:1 |     | 0:1 | 1:0 | 1:1 | 3:1 |
| Dniapro Mohylew    | 1:5 | 3:0 |     | 1:0 | 0:2 | 0:1 |
| FK Mińsk           | 2:3 | 3:1 | 1:0 |     | 4:0 | 1:1 |
| Naftan Nowopołock  | 0:1 | 1:3 | 1:0 | 2:1 |     | 2:1 |
| Sławija Mozyrz     | 0:1 | 0:1 | 2:1 | 1:2 | 0:1 |     |

Źródło: football.by
Objaśnienia:
1Drużyna gospodarzy jest wymieniona po lewej stronie tabeli.
Kolory: zielony – zwycięstwo gospodarzy, żółty – remis, różowy – zwycięstwo gości.